# Batriasymmodes frosti
Batriasymmodes frosti är en skalbaggsart som beskrevs av Park 1965. Batriasymmodes frosti ingår i släktet Batriasymmodes och familjen kortvingar. Inga underarter finns listade i Catalogue of Life.